# Liste des musées du Yorkshire de l'Est
Cette liste des musées du East Riding of Yorkshire contient des musées qui sont définis dans ce contexte comme des institutions (y compris des organismes sans but lucratif, des entités gouvernementales et des entreprises privées) qui recueillent et soignent des objets d'intérêt culturel, artistique, scientifique ou historique. leurs collections ou expositions connexes disponibles pour la consultation publique. Sont également inclus les galeries d'art à but non lucratif et les galeries d'art universitaires. Les musées virtuels ne sont pas inclus.

## Musées
| Nom                                      | Image | Ville/City   | District    | Type              | Résumé |
| ---------------------------------------- | ----- | ------------ | ----------- | ----------------- | --- |
| Arctic Corsair                           |       | Hull         | East Riding | Maritime          | Bateau-musée de chalutier hauturier |
| Bayle Museum                             |       | Bridlington  | East Riding | Local             | website, histoire locale, situé dans l'ancienne entrée du Bridlington Priory |
| Beverley Guildhall                       |       | Beverley     | East Riding | Histoire          | website, hall de guilde historique avec salles du moyen- âge au XVIIIe siècle, mobilier, étalage de cérémonies d'argent et d'étain, expositions sur l'histoire locale                                                                                           |
| Bondville Model Village                  |       | Sewerby      | East Riding | Histoire          | information, plus de 200 bâtiments miniatures sur un site d'un acre |
| Breighton Aerodrome                      |       | Breighton    | East Riding | Aviation          | website, collection d'avions classiques de la Real Airplane Company et du Real Airplane Club, ouverts aux membres, situés à la RAF Breighton |
| Bridlington Harbour Heritage Museum      |       | Bridlington  | East Riding | Maritime          | information, 1912 coble voile traditionnelle, artefacts maritimes locales |
| Burton Agnes Hall                        |       | Burton Agnes | East Riding | Maison historique | exploité par l'English Heritage Manoir élisabéthain avec peintures impressionnistes françaises, mobilier contemporain, tapisseries et autres œuvres d'art moderne, jardins et manoir normand                                                                    |
| Burton Constable Hall                    |       | Skirlaugh    | East Riding | Maison historique | Maison de campagne élisabéthaine avec intérieurs des XVIIIe et XIXe siècles, beaux meubles, peintures et sculptures, et un "cabinet de curiosités" du XVIIIe siècle contenant des fossiles, des spécimens d'histoire naturelle et des instruments scientifiques |
| Dinostar                                 |       | Hull         | East Riding | Histoire naturel  | website, recréation de dinosaures, fossiles |
| Ferens Art Gallery                       |       | Hull         | East Riding | Art               | Galerie d'art municipale |
| Phare de Flamborough                     |       | Flamborough  | East Riding | Maritime          | Phare-musée |
| Fort Paull                               |       | Paull        | East Riding | Militaire         | Batterie d'armes à feu du milieu du XIXe siècle |
| Goole Museum                             |       | Goole        | East Riding | Multiple          | website, histoire locale, art, situé au premier étage de la Goole Library |
| Hands on History Museum                  |       | Hull         | East Riding | Local             | website, histoire locale, galerie égyptienne, située dans l'ancien Hull Grammar School |
| Hedon Museum                             |       | Hedon        | East Riding | Local             | website, histoire locale, articles ménagers, galerie d'art communautaire |
| Holderness museums                       |       | Holderness   | East Riding | Local             | histoire orale locale |
| Hornsea Museum                           |       | Hornsea      | East Riding | Multiple          | Pièces d'époque d'une ferme, Hornsea Pottery, photographies, outils, appareils ménagers et agricoles, scène de rue victorienne de magasins, salles de classe, industrie locale et histoire                                                                      |
| Hull and East Riding Museum              |       | Hull         | East Riding | Archéologie       | website, artefacts et recréations de l'âge du fer, de la vie romaine et viking |
| Hull Maritime Museum                     |       | Hull         | East Riding | Maritime          | Chasse à la baleine dans l'Arctique, commerce maritime, industrie de la pêche |
| RAF Holmpton                             |       | Holmpton     | East Riding | Militaire         | Guerre froide - centre de bunker nucléaire souterrain et opérations radar |
| Sewerby Hall                             |       | Sewerby      | East Riding | Multiple          | Maison du début du XVIIIe siècle avec chambres d'époque, histoire locale et expositions d'art, jardins |
| Skidby Windmill                          |       | Skidby       | East Riding | Multiple          | Moulin à vent du XIXe siècle, abrite le musée de la vie rurale de l'équitation est avec des expositions d'artisanat de l'agriculture, des métiers et des ménages ruraux                                                                                         |
| Sledmere House                           |       | Sledmere     | East Riding | Maison historique | Maison de campagne géorgienne avec mobilier Chippendale, Sheraton et mobilier français, belles images, musée militaire sur les réserves de wagons de la Première Guerre mondiale , jardins, situés dans un parc conçu par Capability Brown                      |
| Southburn Archaeological Museum          |       | Southburn    | East Riding | Archéologie       | website, Roman British artefacts britanniques romains |
| Spurn Lightship                          |       | Hull         | East Riding | Maritime          | bateau-phare (bateau musée) |
| Stewart’s Burnby Hall Gardens and Museum |       | Pocklington  | East Riding | Multiple          | Comprend la collection nationale de Nymphaeaceae du Royaume-Uni , une collection de trophées de chasse et des souvenirs de voyage. |
| Streetlife Museum of Transport           |       | Hull         | East Riding | Transport         | Voitures anciennes, calèches et objets liés aux transports publics locaux |
| Treasure House (Beverley)                |       | Beverley     | East Riding | Multiple          | website, Comprend la Beverley Art Gallery, des expositions sur l’histoire locale, une bibliothèque et des archives |
| Wilberforce House                        |       | Hull         | East Riding | Maison historique | Maison et vie de l'abolitionniste William Wilberforce |
| Phare-musée de Withernsea                |       | Withernsea   | East Riding | Local             | Expositions permanentes |
| Yorkshire Waterways Museum               |       | Goole        | East Riding | Maritime          | website, comprend les navires restaurés du musée de Tom Puddings, l'industrie de la construction navale locale, l'histoire du port et du canal |

## Musées fermés
- Beside the Seaside Museum, Bridlington, à la recherche d'un nouvel emplacement[1]
- Museum of Army Transport, Beverley
- Old Penny Memories[2], Bridlington
- Marshall's Humber Car Museum a fermé en 2018[3]